# Petr Alcantara z Blümegenu
Petr Alcantara Heřman hrabě z Blümegenu (19. září 1754 – 6. července 1813 Brno) byl moravsko-rakouský šlechtic. Od mládí působil ve státní správě na Moravě, kde byl nakonec nejvyšším zemským komořím (1811–1813). Vlastnil několik panství v Čechách, Dolním Rakousku a na Moravě. Jeho hlavním sídlem byl zámek Vizovice, kde soustředil bohaté umělecké sbírky. Zemřel jako poslední mužský potomek rodu Blümegenů.

## Životopis

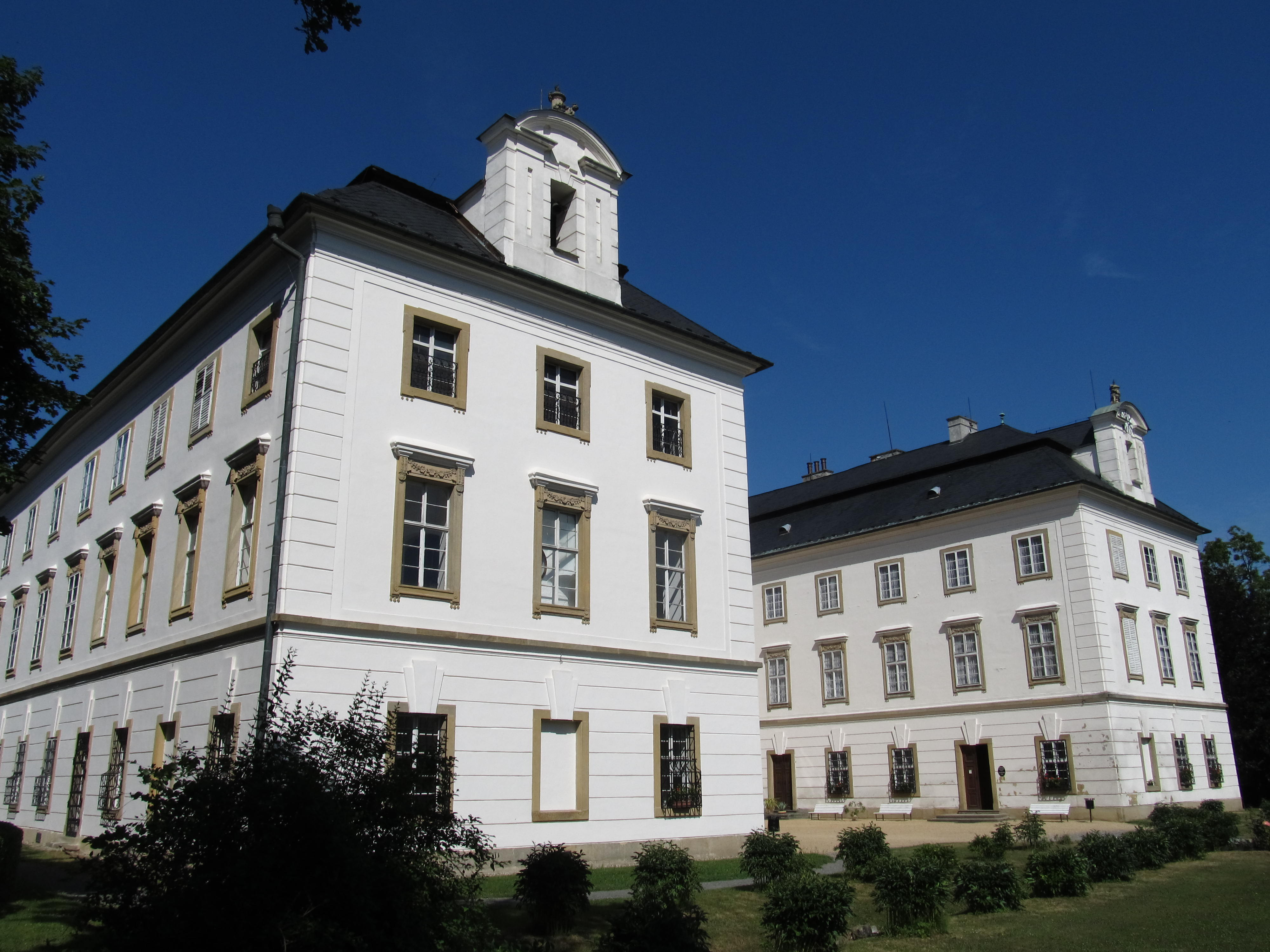
Zámek Vizovice

Pocházel ze šlechtického rodu Blümegenů, který se v předchozí generaci zařadil mezi významné politické klany habsburské monarchie. Narodil se jako druhorozený syn moravského zemského hejtmana Jana Kryštofa z Blümegenu (1722–1802) a jeho první manželky Marie Aloisie, rozené hraběnky Herbersteinové (1731–1767). Studoval práva, poté podnikl kavalírskou cestu po Evropě (Francie, Nizozemí) a po návratu se po vzoru otce a strýce Jindřicha Kajetána zapojil do veřejného života na Moravě. Od roku 1779 byl přísedícím zemského soudu, po odvolání otce a strýce z vysokých postů (1782) se jeho kariéra dočasně zastavila. Nakonec se ale stal na Moravě prezidentem apelačního soudu (respektive nejvyšším sudím; 1804–1811) a poté nejvyšším zemským komořím (1811-1813). Byl též skutečným tajným radou a komorníkem, za zásluhy obdržel Leopoldův řád.
Po strýci, královéhradeckém biskupovi Heřmanu Hanibalovi z Blümegenu, zdědil v roce 1774 panství Vizovice, Petrův otec Jan Kryštof měl ale doživotně vyčleněno užívání vizovického zámku (do roku 1802). Po starším bratru Františku Josefovi (1750–1794) převzal Petr Alcantara panství Dolní Adršpach a Biskupice, které získal otec druhým sňatkem se svou neteří Marií Antonií Blümegenovou, ovdovělou Libštejnskou z Kolovrat. Polovinu panství Dolní Adršpach přenechal v roce 1806 svému švagrovi hraběti Filipu Heisterovi. Téhož roku zdědil po bratranci Františku Jindřichovi (1756–1806) fideikomis Letovice, který byl nejstarším rodovým majetkem na Moravě. Jeho hlavním sídlem byl zámek ve Vizovicích, kde po vzoru předků rozšiřoval umělecké sbírky.
Po jeho smrti bylo rodové dědictví rozděleno na několik částí. Panství Vizovice zdědila Petrova manželka Marie Františka, rozená Stillfriedová (1756–1838), dáma Řádu hvězdového kříže, po ní pak její synovec Filip Stillfried. Fideikomis Letovice přešel na spřízněný rod Kálnokyů a panství Dolní Adršpach a Biskupce zdědili Schaffgotschové. Brněnské sídlo dům pánů z Lipé převzala Petrova nejmladší sestra Amálie (1767–1821) s manželem Josefem Hayekem.